# Triboluminiscence
Triboluminiscence je fyzikální proces vyzařování světla, které vzniká při drcení či tření některých krystalů. Uvnitř krystalu se od sebe oddělují elektrické náboje, které ionizují vzduch a vyvolávají světélkování. Triboluminiscenci lze pozorovat např. při drcení zrnek karborunda (ze smirkového papíru), krystalů cukru, sfaleritu (ZnS), křemene nebo slídy.
| „                       | Vezmete-li kostku cukru a ve tmě ji kleštěmi rozdrtíte, uvidíte modrý záblesk. Nikdo neví proč. Tento jev se nazývá triboluminiscence. | “ |
| — fyzik Richard Feynman | |   |